# Joakim Bäckström
Joakim Bäckström (Umeå, 16 maart 1978) is een professioneel golfer uit Zweden.
Bäckström werd in 1999 professional. De eerste jaren speelde hij op de Zweedse Telia Tour, waar hij twee overwinningen kon boeken. In 2003 en 2004 won hij vijf toernooien in Denemarken.
In 2004 haalde hij via de Tourschool zijn spelerskaart voor de Europese PGA Tour. In 2005, zijn rookiejaar, behaalde hij zijn enige overwinning op de Europese Tour door Paul Dwyer in een sudden-death play-off te verslaan op het Saint-Omer Open.
Eind 2008 verloor hij zijn tourkaart op de Europese PGA Tour.

## Overwinningen
| Jaar | Toernooi                  | Tour                                    |
| ---- | ------------------------- | --------------------------------------- |
| 2000 | Gula Sidorna Grand Open   | Telia Tour, deel van Nordic Golf League |
| 2001 | Sunbyholm Open            | Telia Tour, deel van Nordic League      |
| 2003 | Marlboro Classic Masters  | Scanplan Tour, deel van Nordic League   |
| 2004 | Krone Golf Tour Open      | Kaupthing Tour, deel van Nordic League  |
| 2004 | Samsø Linien Pro-am       | Kaupthing Tour, deel van Nordic League  |
| 2004 | A Hereford Beefstouw Open | Kaupthing Tour, deel van Nordic League  |
| 2004 | Hjarbæk Fjord Golfcenter  | Scanplan Tour, deel van Nordic League   |
| 2005 | Saint-Omer Open           | Europese PGA Tour                       |
| 2010 | Helsingborg Golf Open     | Nordea Tour, deel van Nordic League     |
| 2011 | Danfoss Masters           | Ecco Tour, deel van Nordic League       |